# Tipula apicidenticulata
Tipula apicidenticulata är en tvåvingeart som beskrevs av Yang 1995. Tipula apicidenticulata ingår i släktet Tipula och familjen storharkrankar. Inga underarter finns listade i Catalogue of Life.